# サービス料
サービス料（サービスりょう）とは、飲食店やホテルなどサービスを提供する施設で、チップの代わりに対価に上乗せされる金銭のこと。日本独自の料金制度であるが、一部海外でも見られる。

## サービス料の徴収方式
サービス料が導入された当初は、プールした額を従業員間で分配していたが、やがてサービス料の分配金は全て給与の中に含めるものとし、経営側が一手に回収する形態となった。

## サービス料の額
サービス料の相場は、代金の10%程度とされることが多い。ただし、基準に明確なものはない。モデル宿泊約款にはサービス料は定義してあるが、具体的な数値は空欄となっている。
風俗業などでは、社会通念を逸脱する額を要求することもある（ぼったくりの項目を参照）。
一般論として店内やメニューにサービス料金とその請求条件を事前に客に対して分かりやすく掲示しており、かつ、その金額が社会通念上許容範囲である場合は、客にサービス料を支払う債務が発生する。しかし事前の料金提示なく注文後にサービス料を請求しているようなケースでは信義誠実の原則（民法1条2項）により客はサービス料の債務責任を負わない。